# 北海道道71号平取静内線
北海道道71号平取静内線（ほっかいどうどう71ごう びらとりしずないせん）は、北海道平取町と新ひだか町を結ぶ道道（主要地方道）である。

## 概要

### 路線データ
- 起点：北海道沙流郡平取町字荷負（国道237号交点）
- 終点：北海道日高郡新ひだか町静内御幸町2丁目（国道235号交点）
- 総延長：83.585 km[1]
- 実延長：83.494 km[1]
- 重用延長：0.091 km[1]

### 道路管理者
- 胆振総合振興局 室蘭建設管理部 門別出張所

## 歴史
- 1965年（昭和40年）4月1日 - 515号として路線認定[2]。
- 1993年（平成5年）5月11日 - 建設省から、道道平取静内線が平取静内線として主要地方道に指定される[3]。
- 1994年（平成6年）10月1日 - 路線番号を71号に変更[4]。

## 路線状況

### 道路施設

#### 主な橋梁
- 貫気別橋（120 m、額平川、平取町字貫気別）
- 上貫気別橋（47 m、貫気別川、平取町字旭）
- 里平橋（69 m、里平川、日高町字正和 - 新冠町字新和）
- 御影橋（172 m、新冠川、新冠町字若園 - 新冠町字泉）

## 地理

### 通過する自治体
- 日高振興局
  - 沙流郡平取町
  - 沙流郡日高町
  - 新冠郡新冠町
  - 日高郡新ひだか町

### 交差する道路
平取町
- 国道237号 - 字荷負（起点）
- 北海道道797号貫気別振内線 - 字貫気別
- 北海道道845号芽生貫気別線 - 字貫気別

日高町
- 北海道道80号平取門別線 - 正和

新冠町
- 北海道道208号比宇厚賀停車場線 - 美宇
- 北海道道209号滑若新冠停車場線 - 若園
- 北海道道1026号新冠平取線 - 大富

新ひだか町
- 北海道道111号静内中札内線 - 静内田原
- 北海道道1025号静内浦河線 - 静内田原
- 国道235号 - 静内御幸町2丁目（終点）

### 沿線にある施設など
平取町
- 平取町役場貫気別支所

新冠町
- 太陽の森ディマシオ美術館

新ひだか町
- 北海道静内農業高等学校
- 北海道静内高等学校